# Laurel Halo
Laurel Halo, nata Laurel Anne Chartow (Ann Arbor, 3 giugno 1985), è una musicista statunitense.
Artista eclettica, nel corso della sua carriera ha spaziato tra diversi generi della musica elettronica e sperimentali come l'outsider house e la witch house, senza per questo disdegnare del tutto influenze jazz e gotiche.

## Discografia

### Album
- 2012 - Quarantine (Hyperdub)
- 2013 - Chance of Rain (Hyperdub)
- 2017 - Dust (Hyperdub)
- 2018 - Raw Silk Uncut Wood (Latency)
- 2020 - Possessed (Soundtrack To The Film By Metahaven & Rob Schröder) (The Vinyl Factory)
- 2023 - Atlas (Awe)

### EP
- 2010 - King Felix
- 2011 - Hour Logic
- 2011 - Antenna
- 2013 - Behind the Green Door
- 2013 - In Situ
- 2018 - Tru / Opal / The Light Within You (con Hodge)